# 梅樂禮
梅樂禮，CBE，QFSM（1922年—2007年1月13日），英國資深消防官。

## 簡介
梅樂禮在1922年生於英國曼徹斯特，於1946年從英國軍隊退役，並且加入全國消防服務，後於1951年加入香港政府，於1965年至1970年出任消防事務處處長。其後他回到英國，自1970年至1976年到倫敦消防隊出任消防總長。
2007年1月13日於英國諾福克郡去世，終年84歲。

## 家庭
梅樂禮有一妻子，名安妮，兩人育有一子一女。

## 榮譽
- C.B.E.（1975年）
- Q.F.S.M.
- 緬甸星章
- 聖約翰勳章

## 外部連結
- Death Announcement
- Tribute to Joe Milner（页面存档备份，存于）

| 官衔          | 官衔                          | 官衔          |
| ------------- | ----------------------------- | ------------- |
| 前任者： 覺士 | 消防事務處處長 1965年至1970年 | 繼任者： 活特 |